# Euphorbia myrsinites
Euphorbia myrsinites L., 1753 è una pianta della famiglia delle Euforbiacee.

## Descrizione
Pianta perenne, strisciante e spesso cespugliosa, con l'apparenza di crassulacea, alta 10–20 cm; fusti ascendenti, densamente fogliosi, foglie ovato lanceolate carnose e coriacee, terminanti all'apice con una punta dura, di colore glauco-grigiastro, ombrella a 3-7 raggi, infiorescenze semisferiche (subnulli) brattee e bratteole verdi ovato rotonde; ghiandole gialle o rosso-brune, ellittiche con due cornetti alle estremità. Nel periodo della fruttificazione tutta la pianta si arrossa. 
Fiorisce da maggio a giugno.

## Distribuzione e habitat
L'areale di E. myrsinites si estende dall'Europa meridionale all'Asia minore e all'Iran.
Cresce sui pendii rupestri fino a 1600 m.